# Sini Sabotage
Sini-Maria Makkonen, conosciuta come Sini Sabotage (Jokela, 22 febbraio 1986), è una rapper e disc jockey finlandese.

## Biografia
Sini Sabotage incominciò la sua carriera da rapper apparendo in un brano di Cheek e degli JVG e facendo la DJ in varie serate. Nel 2013, Sini firmò un contratto con la PME Records, fondata dagli JVG, e pubblicò il suo singolo Levikset repee in aprile. Il brano raggiunse la prima posizione nella Suomen virallinen lista.
Sini Sabotage fu scelta come una dei giudici nella sesta edizione del programma televisivo finlandese Idols. Il suo album di debutto 22 m² è stato pubblicato il 5 dicembre 2013.
Il 12 dicembre 2014 viene pubblicato il singolo di Sini Sabotage, Kovempaa kyytiä, che anticipa l'uscita del secondo album prevista per l'estate del 2015.

## Discografia
- 2013 - 22 m²
- 2020 - Blueberry Makkonen